# 北京眉鹟吸虫
北京眉鹟吸虫（学名：Ficedularia beijingensis）为嗜眼科眉鹟属的动物。其种加词“beijingensis”意为“北京的”。在中国大陆，分布于北京黄塔公社(今门头沟区清水镇黄塔村)张家铺大队等地，营寄生生活，寄生在眼瞬膜。该物种的模式产地在北京黄塔公社张家铺。